# Flagellation du Christ de Tréméven
Le groupe sculpté de la Flagellation du Christ de la Chapelle Saint-Jacques à Tréméven, une commune du département des Côtes-d'Armor dans la région Bretagne en France, est une Flagellation du Christ en bois polychrome datant du XVIe siècle. La sculpture a été classée monument historique au titre d'objet le 12 janvier 1971.
Cette représentation d'un épisode de la Passion est sans doute de la même main que la Sainte Anne trinitaire de Tréméven. 
Au pied du groupe principal figurent deux personnages plus petits. Ils figurent probablement les donateurs, non identifiés. L'arrière de la statue est évidé.